# Бархатница скульда
Бархатница скульда, или энейс скульда (лат. Oeneis sculda) — вид бабочек из семейства бархатниц.

## Этимология
Вид назван именем одной из норн — вершительниц судеб людей в древнегерманской мифологии.

## Описание
Длина переднего крыла 19—26 мм. Размах крыльев 34—44 мм. Крылья на верхней стороне буро-охристого (у самцов) или светло-охристого (у самок) окраса с двумя сероватыми постдискальными глазками на переднем крыле и одним-двумя на заднем крыле. Напыление чешуек разреженно, из-за чего на верхней стороне заднего крыла проступает дискальная перевязь рисунка с нижней стороны задних крыльев. Задние крылья на нижней стороне бежевого цвета с тёмной буро-серой дискальной перевязью, имеющей сильно изогнутый внешний край и является пересеченной светлыми жилками.

## Ареал и места обитания
Вид распространен в горах Южной Сибири и Монголии, а также локально обитает в Восточной Сибири и на Дальнем Востоке от бассейна Анадыря до бассейна левых притоков Амура (Буреи, Зеи, Амгуни и других)
Бабочки населяют горные тундры, открытые каменистые склоны со степной растительностью, каменистые обнажения, редкостойные заболоченные лиственничники, сухие луговины, сочетающиеся с каменистыми обнажениями и сообществами подгольцовых кустарников. В таежных районах Восточной Сибири и в Приамурье также встречается на сфагновых болотах, открытых и некоторых других хорошо прогреваемых солнцем биотопах. Бабочки ведут оседлый образ жизни и не склонны к миграциям.

## Биология
Время лёта с первой или со второй декады июня до начала июля. Бабочки кормятся на цветах. Преимагинальные стадии остаются не изученными. Гусеницы, по-видимому, развиваются на различных злаках, в частности на осоках (Carex sp.). Окукливается в земле без кокона.